# Алесандро Алтобели
Алесандро Алтобели (на италиански: Alessandro Altobelli), роден на 28 ноември, 1955 г. в град Сонино, провинция Латина е бивш италиански футболист.
Носещ прякора „Иглата“ (на италиански: Spillo), поради слабото си телосложение, Алтобели е бил един от най-ефективните италиански нападатели в края на 70-те и 80-те години. След кратък престой във ФК Латина („Серия Ц“) и Бреша („Серия Б“), подписва договор с отбора на Интер, за които изиграва 466 мача и отбелязва 209 гола (128 в „Серия А“), като сериозно допринася за спечелването на шампионата през 1980 г. За Италия изиграва 61 мача и отбелязва 25 гола: най-запомнящ от които е третият гол на финала на Световното първенство през 1982 г., спечелен от Италия, които побеждават Западна Германия. Така Алтобели става първият футболист влязъл като резерва и отбелязал гол на световните финали. Взима участие на Евро 80, СП 1986, както и Евро 88, където е и капитан.
Работи като спортен журналист в Ал-Джазира, заедно с Чезаре Малдини.
| Капитани на ФК Интер | Капитани на ФК Интер           | Капитани на ФК Интер |
| -------------------- | ------------------------------ | -------------------- |
| Предшественик        | Период                         | Наследник            |
| Грациано Бини        | Алесандро Алтобели 1985 – 1988 | Джузепе Барези       |